# 岩手県立北上翔南高等学校
岩手県立北上翔南高等学校（いわてけんりつ きたかみしょうなんこうとうがっこう）は、岩手県北上市相去町高前檀に所在する公立の高等学校。
略称は翔南（しょうなん）。和賀地区の高等学校の中で最も長い歴史を持つ。創立以来女子校であったが、現校名への改称と同時に共学化した。

## アクセス
- JR東北本線北上線北上駅1bのりばより岩手県交通バス利用。 
  - ｢[翔2][日1]　北上翔南高校・成沢線｣
  - ｢[翔4]　北上翔南高校線｣
    - 以上の路線に乗車し、｢北上翔南高校前｣下車。

## 沿革
- 1919年 - 黒沢尻町立黒沢尻実科女学校設立
- 1927年 - 校歌制定。作詞、土井晩翠、作曲山田耕筰である。
- 1928年 - 黒沢尻町立黒沢尻高等女学校に改称
- 1929年 - 岩手県立黒沢尻高等女学校に改称
- 1948年 - 岩手県立黒沢尻第二高等学校に改称、定時制課程も併設された。
- 1949年 - 岩手県立黒沢尻第一高等学校と統合し、岩手県立黒沢尻高等学校と改称
- 1954年 - 岩手県立黒沢尻南高等学校に改称（岩手県立黒沢尻北高等学校と分離）
- 1997年 - 定時制閉校
- 2004年 - 北上農高跡地へ移転、岩手県立北上翔南高等学校に改称、総合学科を設置した。

## 部活動
運動部
陸上競技、バスケットボール、バレーボール、卓球、ソフトボール（女）、ソフトテニス、バドミントン、ハンドボール（女）、新体操（女）、弓道（女）、フェンシング、サッカー（男）、硬式野球（男）
- 陸上部は、岩手県高校総体で現在11年連続優勝しており、これまで多くの生徒がインターハイに出場している。

文化部
演劇、器楽、音楽、美術、書道、鬼剣舞（おにけんばい）、JRC、文芸、写真、英語、茶道、家庭、パソコン、AMI（アニメ・マンガ・イラスト）

## 著名な出身者
- 清心 - マンドリンシンガー（中退）
- 梢ひとみ - 女優